# Douglas Ruas
Douglas Ruas dos Santos (São Gonçalo, 17 de janeiro de 1989), mais conhecido como Douglas Ruas, é um policial civil e político brasileiro. Atualmente é secretário estadual das cidades do Rio de Janeiro e deputado estadual licenciado pelo PL. É filho do prefeito de São Gonçalo, Capitão Nelson.

## Biografia
Iniciou sua trajetória política quando assumiu a secretaria de Gestão Integrada e Projetos Especiais de São Gonçalo em janeiro de 2021 durante a gestão do pai, Capitão Nelson. A nomeação, contudo, gerou uma denúncia de nepotismo por parte do Ministério Público, o que foi negado pela prefeitura. Douglas ficou a frente da pasta até abril de 2022, quando deixou o cargo para se candidatar a deputado estadual pelo PL nas eleições do mesmo ano, quando foi eleito o segundo mais votado nas eleições com 175.977 votos. Se licenciou do mandato em 27 de setembro de 2023 ao ser nomeado pelo governador Cláudio Castro como secretário estadual das cidades.